# Brulleia nipponensis
Brulleia nipponensis är en stekelart som beskrevs av Van Achterberg 1983. Brulleia nipponensis ingår i släktet Brulleia och familjen bracksteklar. Inga underarter finns listade.